# 쫓아가는 선생님과 도망가는 아이들
쫓아가는 선생님과 도망가는 아이들(逃學外傳, To Miss With Love)은 홍콩에서 제작된 주연평 감독의 1992년 드라마, 코미디 영화이다. 린즈잉 등이 주연으로 출연하였고 오돈 등이 제작에 참여하였다.

## 출연

### 주연
- 린즈잉
- 장민
- 오맹달

### 조연
- 장위건
- 주인
- 오기륭
- 황일산
- 원경단
- 모제스 찬